# Roberto Lepetit

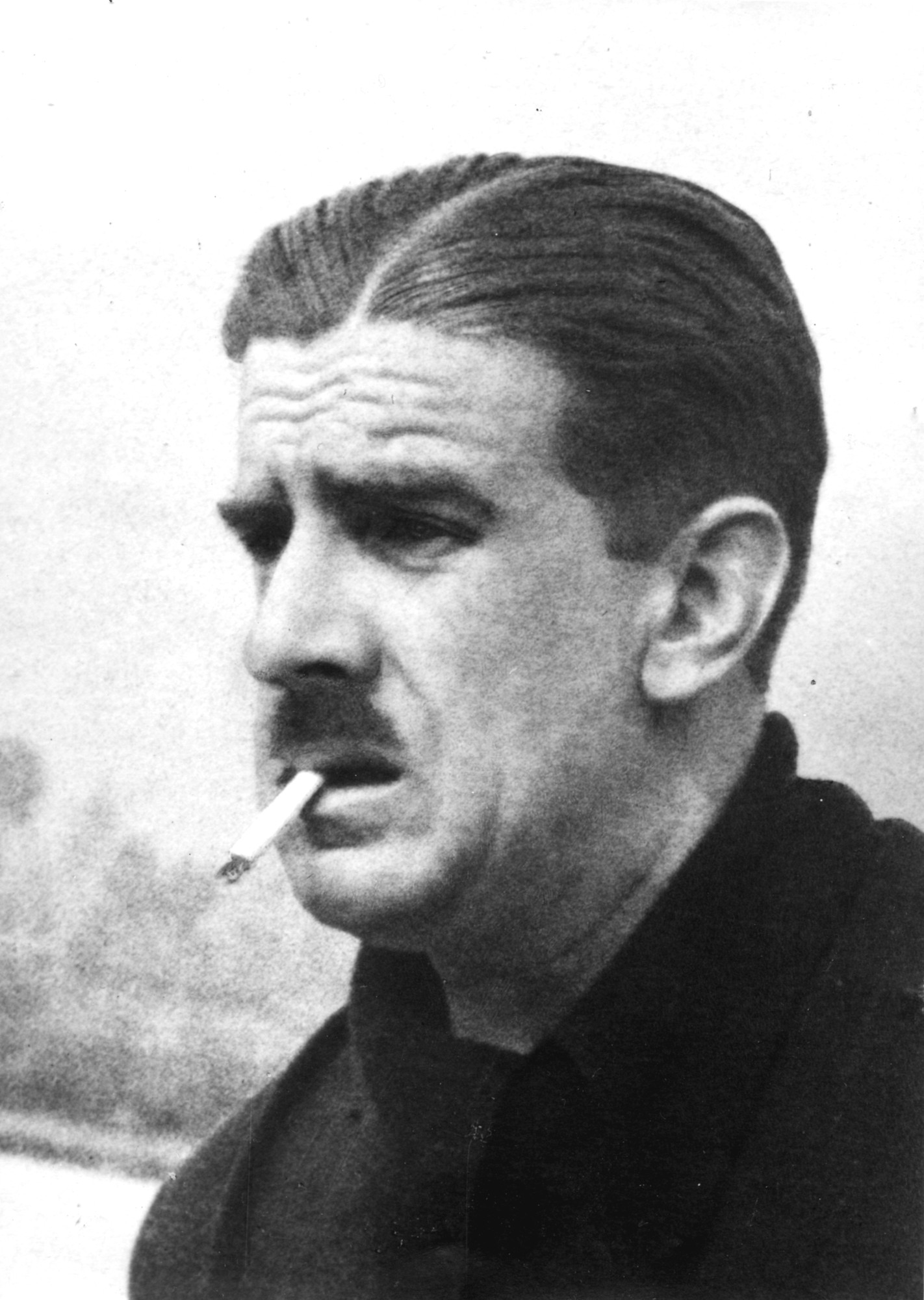
Roberto Enea Lepetit

Roberto Enea Lepetit, nome di battaglia Roby, (Lezza, 29 agosto 1906 – Ebensee, 4 maggio 1945), è stato un imprenditore e antifascista italiano.

## Biografia

### Carriera imprenditoriale
Nacque a Lezza, frazione del comune comasco di Ponte Lambro, in una famiglia di imprenditori di origine francese che prima di stabilirsi in Italia aveva interessi tra la Svizzera e la Francia da Emilio Lepetit e Bianca Moretti. L'azienda di famiglia, la Lepetit, venne fondata nel 1868 dal nonno Robert George e nel corso degli anni passò dal settore chimico dei coloranti a quello farmaceutico.
Nel 1919 rimase orfano di padre, dovendo per questo interrompere gli studi classici per iniziare ad interessarsi dell'attività imprenditoriale assieme allo zio omonimo. Nel 1928, all'età di 22 anni, divenne amministratore delegato dell'azienda di famiglia, nel frattempo legatasi alla Ledoga, acronimo di "Lepetit - Dollfus - Gannser" dal nome di tutti i soci che nel 1915 ampliarono l'attività assieme ad Emilio Lepetit, padre di Roberto. Il 26 settembre 1929 sposò a Levanto Hilda Semenza; seguirono la nascita dei figli Emilio (1930) e Guido (1932). Nel 1934 venne ammesso nel direttorio dell'Unione industriali di Brescia, mentre l'anno successivo venne eletto consigliere dell'Associazione degli industriali chimici di Milano.
Sotto la guida di Roberto l'azienda si specializzò nella produzione di tannino, ricavato principalmente dalle piante di castagno diffuse nella zona di Garessio in provincia di Cuneo, sede di uno dei principali stabilimenti della Lepetit. L'azienda si distinse anche nel campo della ricerca farmaceutica, svolta in collaborazione con aziende ospedaliere e università. Nel 1939 la Lepetit venne definitivamente incorporata tramite fusione nella Ledoga, la quale in quegli anni può contare su 16 stabilimenti sparsi nel nord Italia ed una rete commerciale internazionale diffusa in 36 Paesi. Nel 1909 i Lepetit pensarono di affiancare al reparto tannico una nuova sezione denominata Diamalteria Italiana per la produzione di estratto di malto. La Ledoga aveva infatti deciso di acquisire dalla ditta Hauser & Sobotka di Vienna il brevetto per la produzione degli estratti di malto enzimatici utilizzati sia per la sbozzimatura dei tessuti che per la produzione di pane all'interno dei laboratori artigiani. La motivazione alla base della scelta di investire in estratti di malto per la Famiglia Lepetit, risiede nella possibilità di innovare la lavorazione dei tessuti e di aprirsi ad un nuovo mercato.
Terminata la Seconda guerra mondiale con la morte di "Roby", la Ledoga continuò ad operare nell'ambito farmaceutico, finendo negli anni '60 nell'orbita di Dow Chemical e successivamente di quella di Sanofi. L’archivio storico della Lepetit è andato disperso nel corso dei passaggi di proprietà subiti dall’impresa nel corso degli anni; la documentazione superstite è conservata dai discendenti.

### Impegno antifascista
Nonostante le idee politiche lontane dal regime, con l'avvento in Italia del fascismo fu tenuto a prendere la tessera del Partito Nazionale Fascista per mantenere le sue cariche all'interno degli organismi di rappresentanza imprenditoriale, ma nel 1942 venne espulso dal partito. A seguito dell'Armistizio di Cassibile iniziò attivamente ad operare a sostegno della Resistenza italiana al nazifascismo: negli ultimi mesi del 1943 occultò nei propri stabilimenti un gruppo di 360 ex prigionieri jugoslavi (aiutandoli a scappare in Svizzera o ad entrare nelle file della Resistenza), oltre a fornire supporto economico e logistico ai primi gruppi di partigiani nei territori intorno a Garessio.
Il 3 maggio 1944 si trasferì dal cuneese a Rho, dove iniziò a collaborare con il Partito d'Azione (in particolare con Ferruccio Parri) e tramite esso con il Comitato di Liberazione Nazionale. Le sue azioni cospirative diventarono sempre più evidenti al comando delle SS di Milano, inducendolo a spostarsi in una località isolata nella zona del Lago di Como. Nonostante la latitanza tornò sovente a Milano, dove infine venne catturato nel pomeriggio del 29 settembre negli uffici della sua azienda in via Carlo Tenca, assieme a 3 suoi collaboratori.
A seguito della cattura viene portato prima al famigerato Albergo Regina & Metropoli e quindi trasferito e incarcerato al V raggio del carcere di San Vittore, dove venne interrogato con metodi violenti e brutali, ma senza successo, Roby non parlerà, qui resterà fino al 17 ottobre . In seguito venne trasferito al campo di transito di Bolzano, che raggiunse dopo 66 ore di viaggio su un treno merci. Durante il periodo di detenzione bolzanino si prodigò per l'assistenza ai compagni prigionieri, cercando di organizzare la farmacia del campo con medicinali fatti giungere grazie alle sue lettere ai famigliari, pubblicate su diversi volumi dopo il termine del conflitto e grazie alle quali ci è giunta testimonianza delle condizioni di vita nei campi.
Il 18 novembre venne trasferito in Austria nel campo di concentramento di Mauthausen, che raggiunse tre giorni dopo. Nel gennaio del 1945 venne spostato nel campo di concentramento di Melk ed infine, il 19 aprile dello stesso anno, in quello di Ebensee. Morì, probabilmente per tubercolosi, il 4 maggio 1945 e il suo corpo gettato in una fossa comune.
Dopo la fine della guerra gli vennero dedicate lapidi e monumenti commemorativi, oltre all'intitolazione di strade nei comuni di Roma, Darfo Boario Terme e Milano.
A Ponte Lambro, suo comune di nascita, gli sono stati dedicati la scuola materna ed una piazza.